# Rancennes
Rancennes ist eine französische Gemeinde mit 707 Einwohnern (Stand: 1. Januar 2022) im Département Ardennes in der Region Grand Est (bis 2015 Champagne-Ardenne). Sie gehört zum Arrondissement Charleville-Mézières, zum Kanton Givet und zum Gemeindeverband Ardenne, Rives de Meuse.

## Geographie
Der Maasbogen bei Rancennes bildet die nordwestliche Gemeindegrenze. Umgeben wird der Ort von den Nachbargemeinden Givet im Norden, Fromelennes im Osten, Charnois im Süden sowie Chooz im Westen.

## Bevölkerungsentwicklung
| Jahr                       | 1962 | 1968 | 1975 | 1982 | 1990 | 1999 | 2006 | 2019 |
| -------------------------- | ---- | ---- | ---- | ---- | ---- | ---- | ---- | ---- |
| Einwohner                  | 256  | 437  | 445  | 609  | 1001 | 828  | 725  | 723  |
| Quellen: Cassini und INSEE |      |      |      |      |      |      |      |      |

## Sehenswürdigkeiten

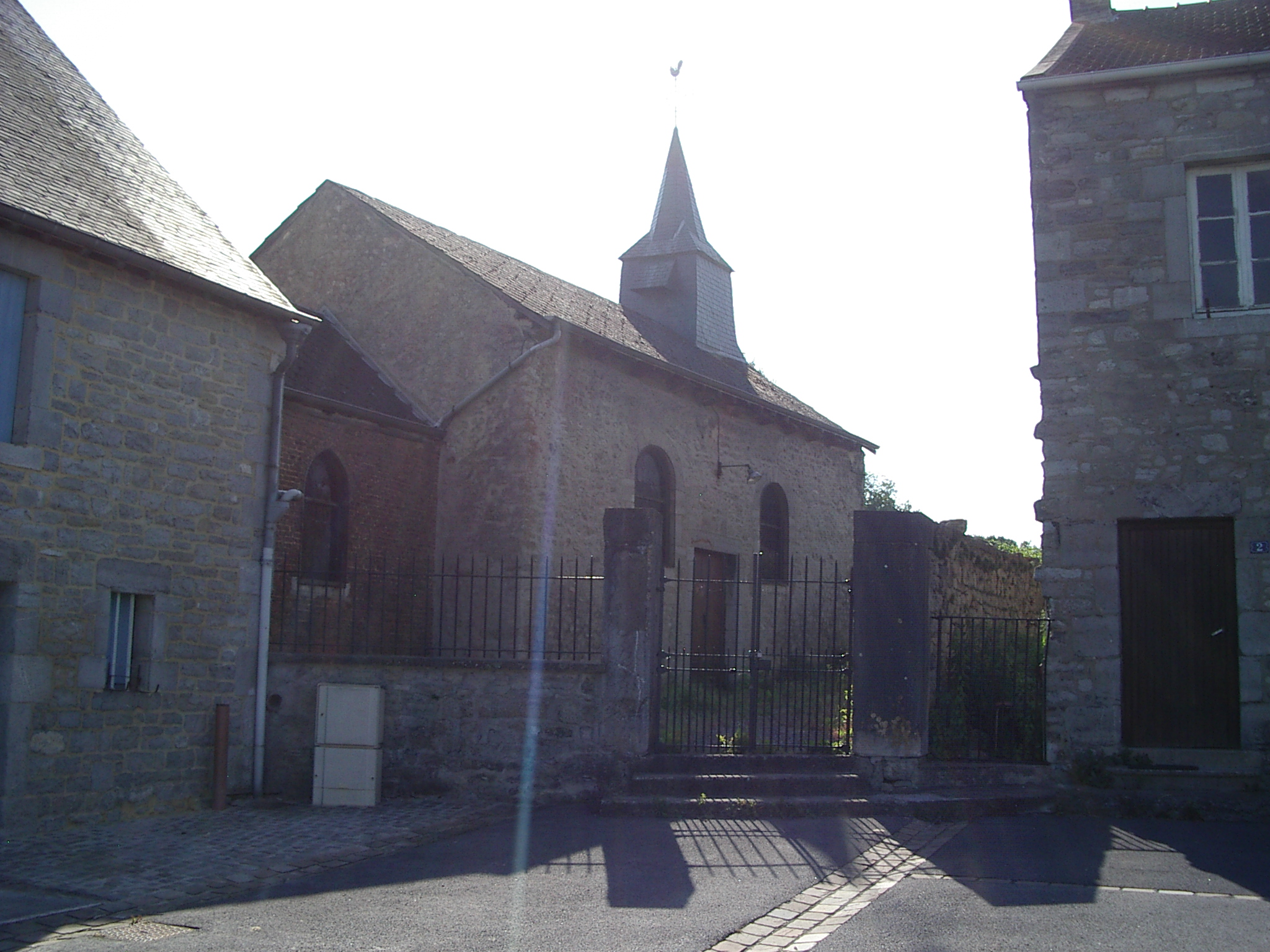
Kirche Saint-Léger

- Kirche Saint-Léger